# اس‌اس‌سی‌وی تیالف
اس‌اس‌سی‌وی تیالف (به انگلیسی: SSCV Thialf) سکوی نیمه شناور و بزرگترین جرثقیل شناور جهان است، که طول آن ۲۰۱٫۶ متر (۶۶۱ فوت) و ارتفاع آن ۱۴۴٫۰ متر (۴۷۲٫۴ فوت) می‌باشد. این جرثقیل شناور در سال ۱۹۸۵ توسط شرکت میتسویی ساخته شد. اس‌اس‌سی‌وی تیالف دارای دو جرثقیل است، که در مجموع ظرفیت جابجایی ۱۴٫۲۰۰ تن بار را در ارتفاع ۳۲ متر، دارا می‌باشد.